# Ильинская (Тарногский район)
Ильинская — деревня в Тарногском районе Вологодской области.
Входит в состав Спасского сельского поселения, с точки зрения административно-территориального деления — в Нижнеспасский сельсовет.
Расстояние до районного центра Тарногского Городка по автодороге — 52 км, до центра муниципального образования Никифоровской по прямой — 11 км. Ближайшие населённые пункты — Яринская, Антипинская, Ваневская, Шеловская.
По переписи 2002 года население — 32 человека (14 мужчин, 18 женщин). Преобладающая национальность — русские (97 %).